# Psihedelia

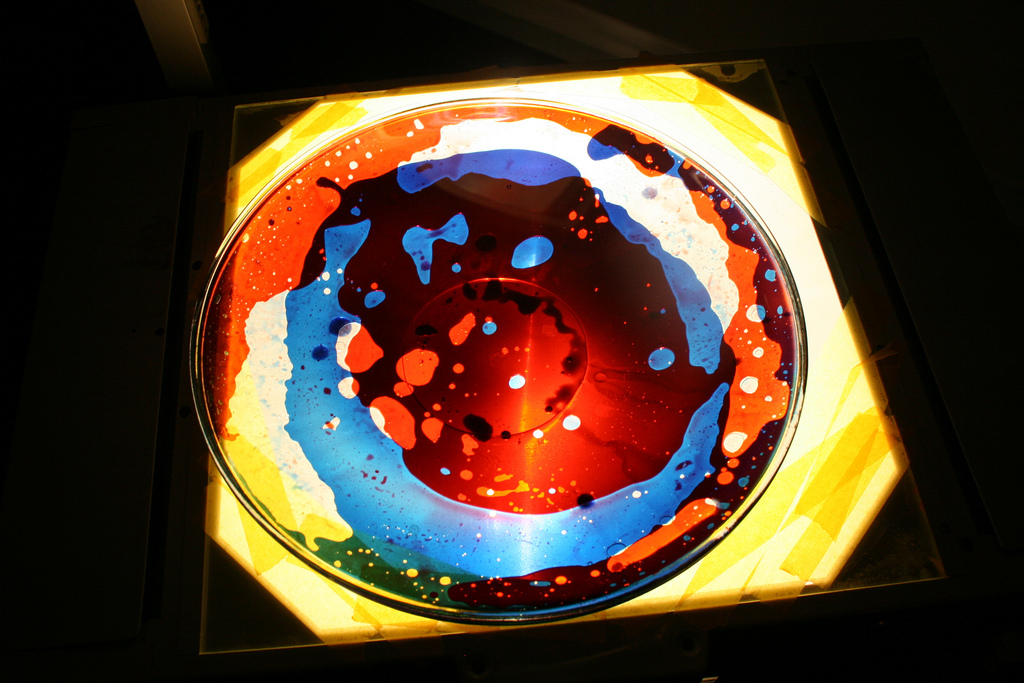
Proiecție a unui substanțe uleioase lichide folosind o lampă cu proiecție puternică

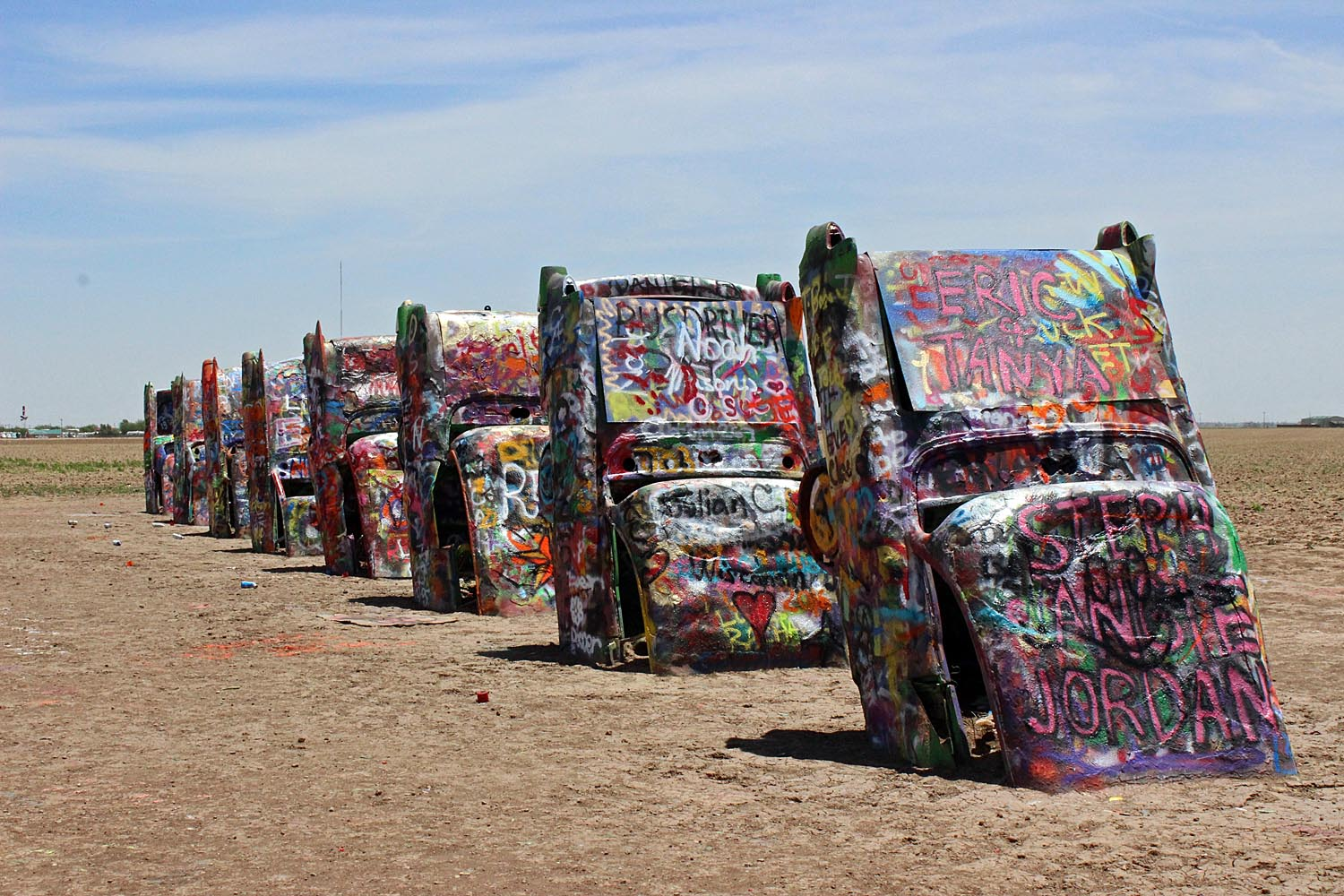
Cadillac Ranch, un clar exemplu de artă psihedelică, în aer liber.

 Psihedelia   se referă, de obicei, la un stil sau un anumit tip de estetică, care seamănă cu subcultura sau contracultura psihedelică a anilor 1960 și cu experiența psihedelică produsă de anumite substanțe psihoactive.
Aceasta include arta psihedelică, muzica psihedelică și stilul de îmbrăcăminte din acea perioadă. Acest lucru a fost generat în primul rând de oameni care au folosit droguri psihedelice, cum ar fi LSD, mescalină (ce se găsește în peyote) și psilocibină (găsită în ciuperci „magice”) și, de asemenea, de non-consumatori care au fost participanți și pasionați ai acestei subculturi.
Arta și muzica psihedelică recreează sau reflectă de obicei experiența conștiinței modificate de interacțiunea dintre acele substanțe active și creierul uman. Arta psihedelică folosește imagini foarte distorsionate, suprarealiste, culori strălucitoare și spectru complet și animație (inclusiv desene animate) pentru a evoca, transmite sau îmbunătăți experiența psihedelică. Sinestezia este adeseori prezentă în acele stări induse de substanțele psihedelice.
Astfel, muzica psihedelică folosește chitara electrică cu efecte de distorsionare, elemente de muzică indiană, cum ar fi sitarul, tabla, efecte electronice, efecte sonore și reverberație, precum și efecte de studio elaborate, cum ar fi redarea casetelor invers sau panoramarea muzicii dintr-o parte în alta.
O experiență psihedelică este caracterizată de percepția izbitoare a unor aspecte ale minții, necunoscute anterior, sau de exuberanța creativă a minții eliberate de „cătușele” sale, constrângeri deliberate, aparent obișnuite, datorate controlului volitiv (voluntar și/sau involuntar) exercitat de starea de conștiență. Stările psihedelice sunt o serie de experiențe care includ schimbări de percepție, așa cum ar fi halucinații, sinestezie, stări modificate ale stării de conștientizare sau conștiință concentrată, variațiuni în tiparele de gândire, stări de transă sau hipnotice, stări mistice și alte modificări ale minții.
Aceste tip de procese îi pot determina pe unii oameni să experimenteze schimbări în funcționarea mentală, care le definesc identitatea de sine (fie că este sub formă de acuitate momentană sau dezvoltare cronică), suficient de diferită de starea lor normală anterioară încât poate excita sentimente de înțelegere nou formată, cum ar fi revelația, iluminarea, confuzia și psihoza. Persoanele care folosesc droguri psihedelice în scopuri spirituale sau de autodescoperire sunt denumite în mod obișnuit psihonauți.

## Etimologie
Termenul a fost „inventat” și apoi folosit pentru prima dată, ca substantiv, în 1956 de psihiatrul american Humphry Osmond ca un termen de descriere alternativ pentru drogurile halucinogene în contextul psihoterapiei psihedelice. Termenul este derivat, în mod neregulat, din cuvintele grecești ψυχή – psychḗ (suflet, minte) și δηλείν – dēleín (a manifesta), cu sensul de „manifestare a minții,” implicația fiind că psihedelicele pot dezvolta potențiale neutilizate ale minții umane. Termenul a fost detestat de etnobotanistul american Richard Evans Schultes, dar susținut de psihologul american Timothy Leary.

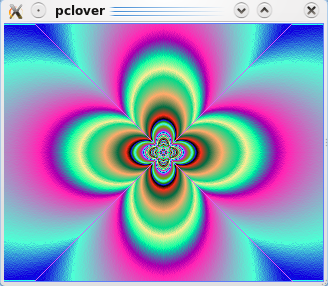
[The] Smoking Clover, imagine fractală generată de un computer, sugerând o experiență psihedelică

Căutând un nume pentru experiența indusă de LSD, Osmond l-a contactat pe cunoscutul scriitor Aldous Huxley, o cunoștință personală de a sa și susținător a utilizării terapeutice a substanței. Huxley a inventat termenul phanerothyme – fenerotimă, din termenii grecești pentru manifest (φανερός) și spirit (θύμος).
Într-o scrisoare adresată lui Osmond, Huxley a produs următorul distih: 

To make this mundane world sublime, — Pentru a face această banală lume sublimă.

Take half a gram of phanerothyme — Se ia o jumătate de gram de fenerotimă.
La care, Osmond a răspuns tot cu un distih:

To fathom Hell or soar angelic, — Să înțeleagă Iadul sau să se înalțe angelic

Just take a pinch of psychedelic. — Se ia doar puțin psihedelic.

Osmond s-a hotărât în cele din urmă cu acest termen, de psihedelic, deoarece era „clar, eufonic și necontaminat de alte asociații.” Această alegere și ortografiere a termenului psihedelic a fost detestată de etnobotanistul Richard Evans Schultes, dar susținută de psihologul și psihanalistul Timothy Leary, care a crezut că „sună mai bine.” Datorită utilizării extinse a termenului psihedelic, în cultura pop și a unei formulări verbale incorecte, Carl A.P. Ruck, Jeremy Bigwood, Danny Staples, Jonathan Ott și R. Gordon Wasson au propus termenul „enteogen” pentru a descrie experiența religioasă, sinestezică și/sau spirituală produsă de astfel de substanțe.

## Istoric
Începănd a doua jumătate a anilor 1950, scriitorii Generației Beat precum William Burroughs, Jack Kerouac și Allen Ginsberg au scris confesiv despre cum au luat droguri, inclusiv canabis și benzedrină, crescând (în opiniile lor) gradul personal (perceput) de conștientizare și ajutând la popularizarea consumului lor. În aceeași perioadă, dietilamida acidului lisergic, mai bine cunoscută sub numele de LSD sau, popular ca „acid” (la acea vreme fiind un drog legal), a început să fie folosită în Statele Unite și Marea Britanie ca tratament experimental, promovat inițial ca un potențial remediu pentru bolile mintale.
Ulterior, la începutul anilor 1960, utilizarea LSD-ului și a altor halucinogene a fost „lăudată” și promovată de susținătorii noii „expansiuni a conștiinței”, așa cum fuseseră Timothy Leary, Alan Watts, Aldous Huxley și Arthur Koestler. Astfel, scrierile lor au avut o puternică și profundă influență asupra gândirii noii generații de tineri.
La vremea respectivă, existase deja, de mult timp, o cultură a consumului de droguri în rândul muzicienilor de jazz și blues, iar consumul de droguri (inclusiv canabis, peyote, mescalină și LSD)) a început să crească în rândul muzicienilor folk și rock, care au început să includă referiri la droguri în cântecele lor. Pe scena rock-ului din Marea Britanie, printre unii utilizatori notabili, se pot menționa grupuri muzicale precum Rolling Stones, Beatles și The Moody Blues.
Pe la mijlocul anilor 1960, stilul de viață „psihedelic” ajunsese suficient de dezvoltat deja în California, pentru a apare o întreagă subcultură. Acest lucru a fost valabil mai ales în San Francisco, datorită în parte primei fabrici subterane majore de LSD, înființată acolo de Owsley Stanley. A existat, de asemenea, o scenă muzicală în curs de dezvoltare cu cluburi populare, cafenele și posturi de radio independente, care se adresa unei populații de studenți din Berkeley (aflat în apropiere), precum și „liber-gânditorilor,” care gravitaseră spre oraș.
Din 1964, Merry Pranksters (Farsorii veseli), un „grup liber,” dezvoltat în jurul romancierului Ken Kesey, a sponsorizat așa numitele Acid Tests, o serie de evenimente bazate pe consumul de LSD (furnizat de același Owsley Stanley), însoțite de spectacole de lumini, proiecții de film și muzică discordantă, improvizată, cunoscută sub numele de „simfonia psihedelică.” Farsorii au ajutat la popularizarea consumului de LSD prin călătoriile lor prin America într-un autobuz școlar decorat psihedelic, care a implicat distribuirea drogului și întâlniri cu figuri importante ale mișcării beat, și, respectiv, prin publicații despre activitățile lor, așa cum fusese The Electric Kool-Aid Acid Test (1968) al lui Tom Wolfe.

## Arte vizuale

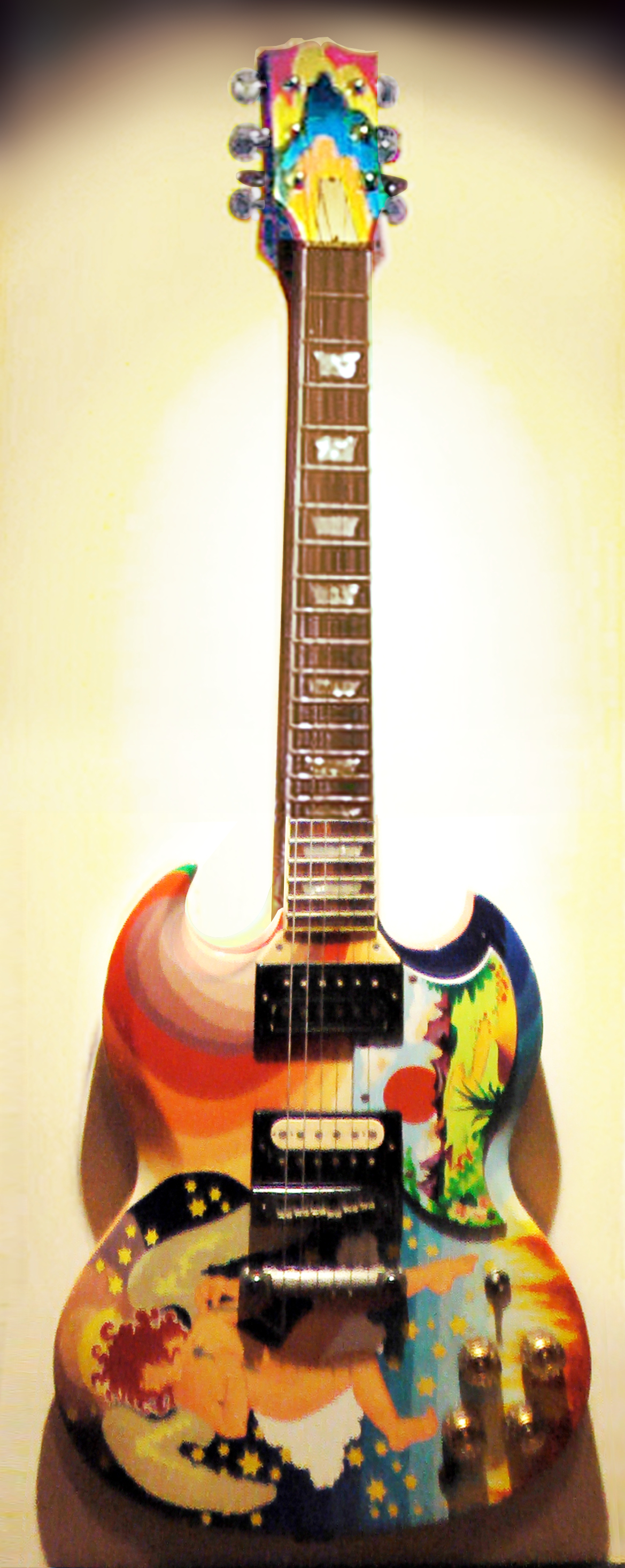
Chitară replică a celebrei chitări The Fool a lui Eric Clapton, un design devenit simbolic al erei psihedelice

Marile progrese realizate în tehnologia de tipărire și fotografie din anii 1960, au făcut ca tehnicile tradiționale de imprimare prin litografie să fie înlocuite rapid de sistemul de imprimare offset. Aceasta, precum și alte inovații tehnice și industriale, le-au oferit tinerilor artiști acces la noi tehnici și suporturi grafice interesante, inclusiv colaje fotografice și mixte, folii metalice și noi cerneluri fluorescente, de tipul „DayGlo”.
Aceste progrese au permis tuturor celor interesați să exploreze noi stiluri ilustrative inovatoare, inclusiv imagini extrem de distorsionate, desene animate și culori „excentrice,” precum și spectre complete pentru a evoca un sentiment de conștiință alterată. Astfel, multe lucrări au prezentat, de asemenea, fonturi și stiluri de litere noi, idiosincratice și complexe (mai ales în opera artistului de postere Rick Griffin din San Francisco). Mulți artiști de la sfârșitul anilor 1960 și începutul anilor 1970 au încercat să ilustreze experiența psihedelică în picturi, desene, ilustrații și alte forme de design grafic.

## Design psihedelic
Mișcarea psihedeliă a anilor 1960 a avut un impact foarte mare asupra designului grafic și arhitecturii din timpul mișcării. În această perioadă, totul a fost despre asumarea riscurilor creative. Această mișcare a fost experimentală, curajoasă și colorată. A existat o tulburare politică din cauza grupurilor de negri și amerindieni, care încercau să-și obțină drepturile. Cu afro-americanii, a fost mișcarea pentru drepturile civile. Criticul de artă și curatorul canadian Michael Parke-Taylor include nativii americani în conversație. Pentru indigeni sau nativii americani, ei „au reprezentat simbolul perfect al celor marginalizați și persecutați în societatea americană contemporană.”
Designul grafic din această epocă a fost neașteptat, jucăuș, chiar aparent copilăresc și, mai ales, foarte colorat. Acest lucru s-a datorat, în mare măsură, efectelor drogului cunoscut sub numele de LSD. Hipioții au îmbrățișat cu entuziasm și au preluat design-urile psihedelice.
Istoricul și criticul de artă Jeffrey L. Meikle a înțeles ce vor să creeze hipioții. Știa, recunoștea și aprecia că „artiștii hippie au energizat cultura vizuală americană cu afișe de concerte rock, coperte de discuri, ziare extravagante și underground.” Astfel, Milton Glaser are un design de poster al lui Bob Dylan. Posterul este, în „bună tradiție” a artei psihedelice, aparte, colorat și jucăuș. Glaser a vrut să scape de design-urile alb-negru ale posterelor și să le schimbe cu un design mai experimental. Aceste modele erau de obicei pictate și tipărite manual. Tipografia era aceeași cu cea a posterului, care era jucăușă și colorată. Pictorul, graficiana și editorialista Juliana Duque menționează că tipografierea acestor postere a folosit „modele organice, texturi caleidoscopice și litere ondulate (aproape criptate) combinate cu culori intense.”